# Lillsjön (Hammerdals socken, Jämtland)
Lillsjön är en sjö i Strömsunds kommun i Jämtland och ingår i Indalsälvens huvudavrinningsområde. Sjön har en area på 0,0432 kvadratkilometer och ligger 310 meter över havet.

## Delavrinningsområde
Lillsjön ingår i det delavrinningsområde (703483-148641) som SMHI kallar för Inloppet i Skyttmoselet. Medelhöjden är 334 meter över havet och ytan är 59,08 kvadratkilometer. Räknas de 277 avrinningsområdena uppströms in blir den ackumulerade arean 2 486,48 kvadratkilometer. Ammersån som avvattnar avrinningsområdet har biflödesordning 2, vilket innebär att vattnet flödar genom totalt 2 vattendrag innan det når havet efter 172 kilometer. Avrinningsområdet består mestadels av skog (81 procent). Avrinningsområdet har 1,86 kvadratkilometer vattenytor vilket ger det en sjöprocent på 3,1 procent.